# Kochiura casablanca
Kochiura casablanca là một loài nhện trong họ Theridiidae.
Loài này thuộc chi Kochiura. Kochiura casablanca được Herbert Walter Levi miêu tả năm 1963.